# Atletismo nos Jogos Olímpicos de Verão de 1900 - 110 m com barreiras masculino
A competição dos 110 metros com barreiras masculino foi a primeira do atletismo nos Jogos Olímpicos de Verão de 1900. Aconteceu no dia 14 de julho. Nove atletas de três países competiram.

## Medalhistas
| Ouro   | USA Alvin Kraenzlein  |
| Prata  | USA John McLean       |
| Bronze | USA Frederick Moloney |

## Resultados

### Eliminatórias
Eliminatória 1
| Pos. | Atleta                | Tempo        |
| ---- | --------------------- | ------------ |
| 1    | USA Alvin Kraenzlein  | 15.6 s WR    |
| 2    | USA Frederick Moloney | Desconhecido |
| 3    | USA John McLean       | Desconhecido |
| —    | FRA Eugène Choisel    | DNF          |

Eliminatória 2
| Pos. | Atleta                    | Tempo        |
| ---- | ------------------------- | ------------ |
| 1    | IND Norman Pritchard      | 16.6 s       |
| 2    | USA William Remington     | Desconhecido |
| 3    | USA William Lewis         | Desconhecido |
| —    | FRA Adolphe Klingelhoefer | DNF          |

Eliminatória 3
| Pos. | Atleta           | Tempo |
| ---- | ---------------- | ----- |
| 1    | FRA Jean Lécuyer | w/o   |

Não houve competição nesta eliminatória. O único atleta se classificou automaticamente.

### Repescagem
Repescagem 1
| Pos. | Atleta                | Tempo        |
| ---- | --------------------- | ------------ |
| 1    | USA Frederick Moloney | 17.0 s       |
| 2    | USA William Lewis     | Desconhecido |
| 3    | FRA Eugène Choisel    | Desconhecido |

Repescagem 2
| Pos. | Atleta                | Tempo        |
| ---- | --------------------- | ------------ |
| 1    | USA John McLean       | 17.0 s       |
| 2    | USA William Remington | Desconhecido |

### Final
| Pos. | Atleta                | Tempo         |
| ---- | --------------------- | ------------- |
|      | USA Alvin Kraenzlein  | 15.4 s WR     |
|      | USA John McLean       | 15.5 s (est.) |
|      | USA Frederick Moloney | 15.6 s (est.) |
| 4    | FRA Jean Lécuyer      | Desconhecido  |
| —    | IND Norman Pritchard  | DNF           |